# Попугайная танагра
Попугайная танагра (лат. Chlorornis riefferii) — вид птиц из семейства танагровых (Thraupidae). Является единственным видом рода Chlorornis. Выделяют 5 подвидов.

## Описание
Попугайная танагра имеет размер около 20 см и весит 42—59 граммов. Гнёзда строит из мхов и папоротников, откладывает светло-серые яйца с фиолетовыми или серыми крапинками. Кормится на верхушках кустарников и питается их плодами и насекомыми.

## Распространение
Распространена эта птица на довольно большой территории в 300 000 км2 в субтропических лесах Анд, Колумбии, Эквадора, Перу и Боливии на высоте в 1500-3350 м над уровнем моря. Попугайные танагры встречаются парами или группами до 6 особей.

## Охрана
Предполагается, что популяция стабильна, поскольку нет никаких признаков снижения или существенных угроз.